# Anisodes cryptorhodata
Anisodes cryptorhodata là một loài bướm đêm trong họ Geometridae.